# Hot Sugar
"Hot Sugar" är en låt framförd av den amerikanska sångaren Tamar Braxton, skriven av henne själv, LaShawn Daniels, Makeba Riddick och Kyle Stewart II. Musiken skapades av Stewart till Braxtons andra studioalbum Love and War 2013.

## Bakgrund och inspelning
"Hot Sugar" är en R&B och poplåt i upptempo som pågår i tre minuter och trettiotre sekunder (03:33). Den skrevs av henne själv, LaShawn Daniels, Makeba Riddick och Kyle Stewart II. Musiken skapades av Stewart till Braxtons andra studioalbum Love and War 2013. Låten spelades in av Mike "Handz" Donaldson vid Muse Studios i North Hollywood, Kalifornien. Inspelningen dokumenterades i realityserien Tamar & Vince 2012. Låttexten handlar om att "ge sin man vad han vill ha" och Braxton sjunger i refrängen: "I'll be his sweet little mama all the time/And we can do it now or later that's fine/He want that sugar, He want that sugar".

## Musikvideo

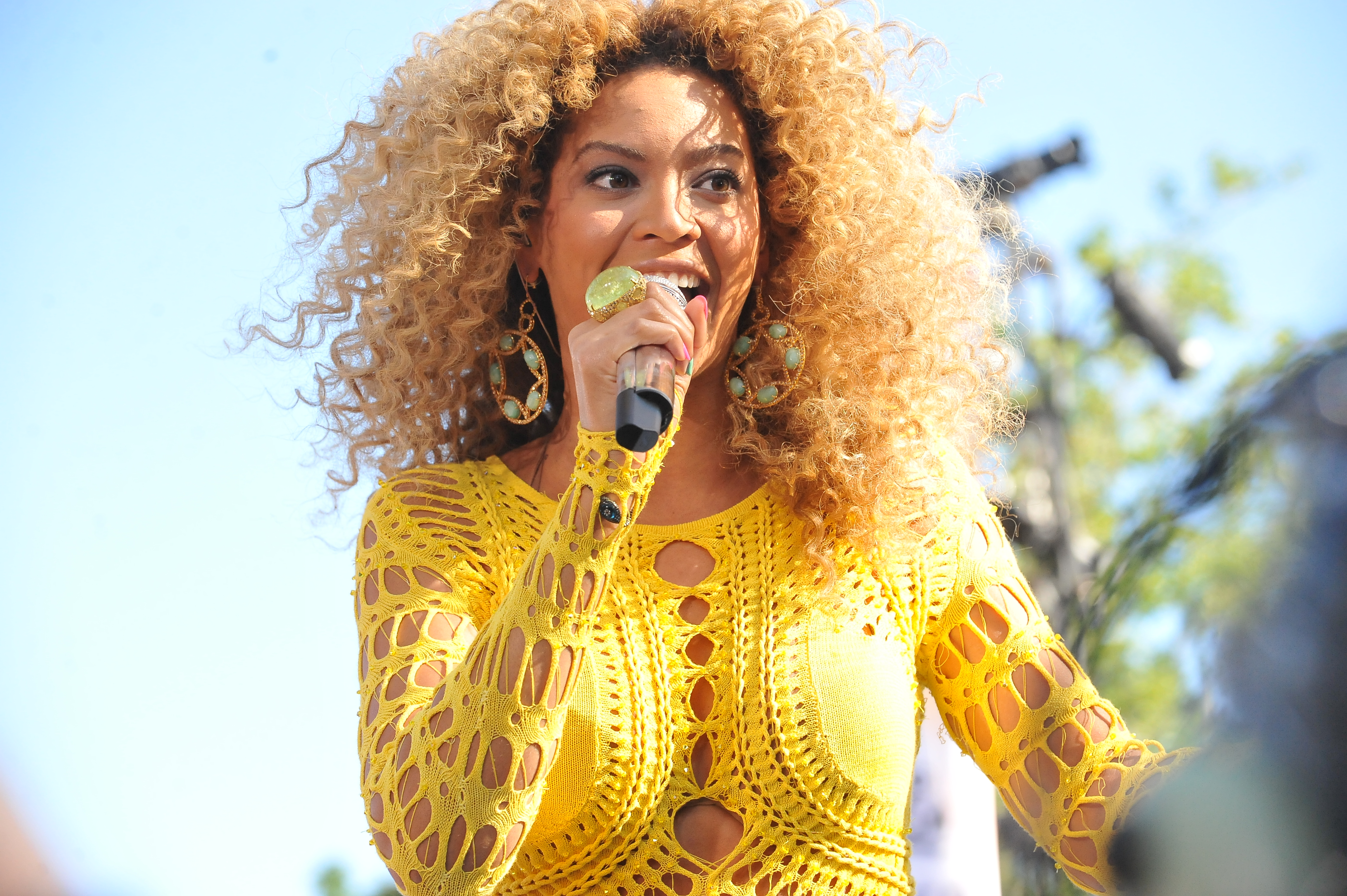
Musikrecensenter ansåg att videon påminde om "Green Light" av Beyonce.

Braxton postade ett kort klipp av musikvideon till "Hot Sugar" på sitt officiella Instagram-konto den 28 augusti 2013. I en intervju med The Grammys berättade sångaren om videons koncept: "Jag har väntat länge på att 'Hot Sugar' skulle bli en singel. När tillfället kom ville jag göra en fantastisk video. Jag ville att den skulle vara modeinriktad, att den skulle vara rolig och jag ville att den skulle vara sexig. Jag ville påminna tittarna om 'hot sugar'." Webbplatsen The Lava Lizard postade klippet på deras hemsida och skrev: "Tamar Braxton visar en snutt av sin video för 'Hot Sugar' och enligt folk vid inspelningen så vet sångaren hur man 'släpper lös'. Tillsammans med män i tajta läderbyxor slänger Braxton med sin hästsvans och var extra dramatisk vid inspelningen." Mike Wass vid Idolator skrev: "Toni Braxtons lillasyster ligger på golvet tillsammans med läderklädda män och slänger med sin hästsvans. Den är lite för lik en annan video (jämför med 'Green Light' av Beyonce) men det finns inget tvivel om att Braxton gör ett intryck."

## Medverkande
- Tamar Braxton – huvudsång, låtskrivare
- Kyle "K2" Stewart II - låtskrivare, kompositör
- LaShawn Daniels - låtskrivare
- Makeba Riddick - låtskrivare
- Mike "Handz" Donaldson - ljudmix
- Janice Combs - A&R

## Topplistor
I samband med utgivningen av Love and War debuterade låten på plats 25 på Billboards förgreningslista R&B Songs. Den låg kvar på listan i en vecka.
| Lista (2013)                          | Topplacering |
| ------------------------------------- | ------------ |
| USA (Billboard Hot R&B/Hip-Hop Songs) | 48           |
| USA (Billboard R&B Songs)             | 13           |